# Espada Ébano
La Espada Ébano es una espada encantada de ficción que aparece en cómics estadounidenses publicados por Marvel Comics. Aunque muchos han usado la espada, se identifica más fácilmente con el Caballero Negro.

## Historia
La Espada Ébano fue creado por el escritor de cómics Stan Lee en Black Knight Comics # 1, publicado bajo Atlas Comics en 1955. Su historia fue revelada posteriormente en Marvel Super-Heroes # 17 (noviembre de 1968), escrita por Roy Thomas. Se demostró que la hoja había sido tallada de un meteoro, y encantada por el mago Merlín para Sir Percy de Scandia, el primer Caballero Negro. Debido a toda la sangre que sir Percy derramó con la espada, adquirió una maldición. La espada pasó a través de las generaciones hasta que finalmente llegó a Dane Whitman, el descendiente de Sir Percy. Dane usó la espada por muchos años. Pasó brevemente a Valkiria cuando el cuerpo de Dane se convirtió en piedra, y su alma fue enviada al siglo XIII, pero pronto le fue devuelta. Debido a la maldición, Dane finalmente le dio la Espada. Lo hundió profundamente en el mismo meteoro desde el que fue forjado, y ahora reside en su castillo. Solo otro considerado digno podría retirarlo.
Sean Dolan, el ex escudero de Dane, fue capaz de sacar la espada durante un ataque al castillo de Whitman. Esto transformó a Dolan en Bloodwraith. Dolan luchó con la maldición, y fue capaz de dejar la espada por un breve tiempo. Durante este tiempo, quedó atrapado en la barrera de la Zona Negativa fuera de Attilan. Mientras tanto, una segunda Espada Ébano había sido traído a esta dimensión por Proctor, una versión de realidad alternativa de Dane. Cuando Proctor fue asesinado, su espada fue llevada a la custodia de los Vengadores.
Dolan se sintió atraído por esta segunda Espada, y una vez más se convirtió en Bloodwraith. Crystal recuperó la Espada original, y Visión amenazó con destruirla si Bloodwraith no se rendía. Bloodwraith arrojó a un lado a la Espada alternativa y reclamó la suya. Crystal recogió la segunda Espada y dijo que sería importante para el futuro de los Inhumanos. Se sabía que Bloodwraith tenía la Espada en su posesión en Slorenia, donde fue atrapado por la Bruja Escarlata.
En algún momento, Drácula reemplazó la espada de Dane Whitman por otra falsa, la espada original terminó en Irak y fue asegurado por el Vaticano luego de que el Opus Dei lo encontrara en la purga de un nido de vampiros. El Vaticano envió un nuevo asesino del Caballero Negro para matar a Pantera Negra, quien lo tomó del Caballero para sus propios fines. Pantera Negra usó la espada en varias batallas, incluida la invasión Skrull.
Al enterarse de que la cuchilla era falsa por segunda vez, Dane Whitman finalmente recuperó la espada real de la nación de Wakanda de Pantera Negra, donde se la presentó la Reina Ororo T'Challa.

## Poderes y habilidades
La Espada Ébano es una poderosa arma encantada. Se dice que es indestructible, y nada en los cómics hasta la fecha ha desmentido esa afirmación. También tiene muchas capacidades místicas o casi místicas, incluida la capacidad de:
- atraviesa virtualmente cualquier sustancia física excepto otras armas encantadas o metales extremadamente fuertes como el adamantium, incluso hasta el punto de que se ha demostrado que es capaz de atravesar la armadura Extremis de Iron Man con un solo corte.
- Cortar a través de barreras místicas
- desviar la energía cuando está en ángulo correctamente
- absorber todas las formas de energía, incluso la Llama Promethean

Dane Whitman descubrió la mayoría de estas habilidades mediante pruebas científicas de la espada.
Además, la Espada se adhirió a su portador de tal manera que el portador puede invocarlo a sí mismo utilizando una ceremonia mística si alguna vez se pierde, incluso si fue en un período de tiempo diferente. La espada no se puede usar contra su dueño, como se ve cuando Caden Tar intenta usarla para matar a Dane Whitman, pero no puede perforar su piel.
La Espada anteriormente hacía que su portador fuera invulnerable a todo excepto a otra arma esculpida del mismo meteoro, como la Daga Ébano.
Otros poseedores notables de la Espada incluyen los antepasados de Whitman, Sir Percy de Scandia y Eobar Garrington, Valkyrie y Ares.

## Maldiciones e influencias
La Espada Ébano se encuentra encantada con una maldición de sangre debido a toda la que el Caballero Negro original había derramado. Posteriormente, Dane Whitman purgó la Espada de su maldición a petición del Doctor Strange sumergiéndola en el Brasero de la Verdad, mientras Strange bañaba a ambos en fuego mágico. La maldición regresó, sin embargo, cuando el Submarinero la usó para matar a su esposa Marrina. La maldición parece afectar a cada individuo de diferentes maneras. Por ejemplo, convirtió a Dane en una estatua, amplificó los poderes basados en gann'josin de Proctor, y otorgó a Sean Dolan grandes poderes físicos como Bloodwraith.
La espada también es conocida por obligar sutilmente en ocasiones a Dane a hacer cosas o ir a lugares que estaban vinculados a sus poseedores anteriores.

## Falsa Espada Ébano
La espada incluso ha logrado aparecer en más de un lugar a la vez, apareciendo en dos series de cómic por separado, la mayor notoriedad en 2006 cuando Dane Whitman (Caballero Negro) usó la espada en la serie New Excalibur mientras estaba en uso en una Pantera Negra en curso por otro Caballero Negro y, posteriormente, Pantera Negra.
En una entrevista de 2006, al abordar una pregunta sobre la confusión de Espadas Ébano que aparece en dos cómics, el editor de Marvel Comics Nick Lowe tuvo esta respuesta:

El Caballero Negro en Pantera Negra no era un niño, Dane Whitman. Fue un impostor quien le robó la espada a Dane. Ahora, dado que el impostor no era un idiota, sabía que si él simplemente robaba la espada, Dane vendría a buscarla. Así que lo reemplazó con una espada diferente, por lo que Dane ni siquiera sabía que faltaba.

Estamos hablando de esto en New Excalibur # 14-15.

Al final de esos temas no se dio una explicación completa, se demostró que Whitman había percibido que su Ebony Blade no era la real y se fue a buscar el original, que luego fue utilizado por Pantera Negra. Aunque tanto el Capitán Gran Bretaña como Pete Wisdom conocían la ubicación de la espada verdadera, Whitman de alguna manera había olvidado que era falsa durante su próxima aparición cómica en Captain Britain y MI-13 # 1.
El escritor Paul Cornell finalmente reveló una explicación completa dentro de la serie Captain Britain, haciendo que Drácula reemplace la espada de Dane Whitman con una versión falsa en algún momento entre Avengers (volumen 3) # 37 y New Excalibur # 10. Esta espada falsa tiene un colmillo de vampiro dentro, que ha mostrado algunos signos de sensibilidad ya que las personas han hablado directamente con la cuchilla. Esta sensibilidad mística ha actuado de la misma manera que la maldición del original; lo suficientemente convincente como para engañar a Whitman. Incluso después de que Whitman se dio cuenta por primera vez de que era falso en New Excalibur, afectó sus recuerdos, por lo que se olvidó, lo que significa que pensó que tenía el verdadero en el momento de Capitán Bretaña y MI-13.
Al enterarse de que la espada era falsa por segunda vez en el número 7 de esa serie, Whitman finalmente recuperó la espada verdadera de la nación de Wakanda de Pantera Negra, donde fue presentada por la Reina Ororo T'Challa.

## En otros medios
La Espada Ébano aparece en una escena poscréditos de la película de Marvel Cinematic Universe Eternals de 2021. Whitman se dirigió al museo para prepararse para finalmente aceptar y empuñar la espada, deteniéndose después de escuchar una voz que le preguntaba si realmente estaba listo para ello.